# 道中図
道中図（どうちゅうず）とは、江戸時代に作成された陸路あるいは海路を記した絵地図のことである。今日の道路地図と観光案内を組み合わせた要素を持つ。

## 概要
最古の道中図とされるのは、寛永10年（1633年）から翌年にかけて江戸幕府使番宮城和甫らが幕府に提出した相模・伊豆両国の駅路及び山海について記した官撰地図であったとされている。これは将軍徳川家光が上洛するための準備のために通過地となる両国を視察した際に作成されたものとされている。これ以後、官民によって各種の道中図が作成されることとなり、17世紀中期頃と推定されている『東海道絵巻物』（作者不明）は、東海道の各宿場町の景観を主に描写している。ほぼ同じ頃である慶安元年（1648年）頃に描かれた『大日本五道中図屏風』は、五街道及び江戸から長崎までの陸路・海路を描いている。以後、各種の道中図があらわれるようになった。
元禄3年（1690年）に遠近道印が菱川師宣とともに製作した『東海道分間絵図』は、代表的な道中図の1つであり、1/12000の実測図上に河川や橋梁・宿場町・一里塚・名所旧跡などが師宣の絵によって詳細に描かれている。道印及びその門人は優れた道中図製作者として知られるようになり、以後各地の道中図を製作するようになった。道印らの活躍は正徳年間以後に一般庶民向けの道中案内図が多数刊行されるきっかけとなった。一方、江戸幕府でも道中奉行所が道路事情の調査を兼ねた大規模な道中図製作を行った。それが6年の歳月をかけて文化3年（1806年）に完成した『五街道其外分間延絵図並見取絵図』で、103巻の大部であり五街道及び付属街道・脇街道とその周辺情報が詳細かつ美麗に描かれて、全80巻にまとめられたものが東京国立博物館に所蔵されて重要文化財に指定されている。